# 朱貴

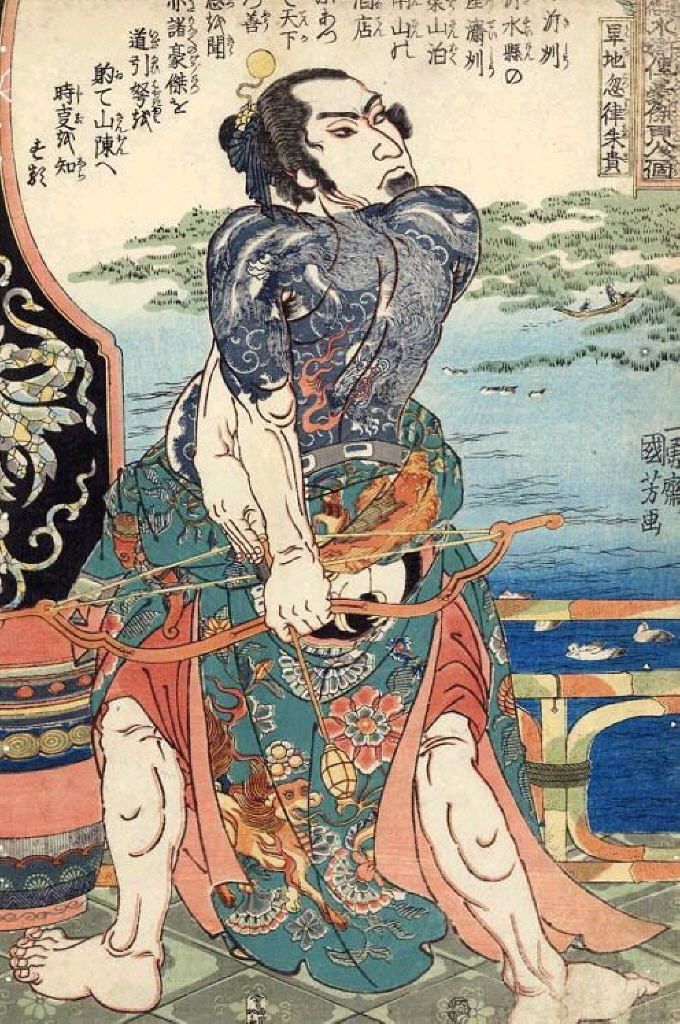
歌川国芳「通俗水滸伝豪傑百八人之一個・旱地忽律朱貴」

朱 貴（しゅ き）は、中国の小説で四大奇書の一つである『水滸伝』の登場人物。
梁山泊第九十二位の好漢。地囚星の生まれ変わり。渾名は旱地忽律（かんちこつりつ）で、忽律とはワニのことで、陸のワニという意味。背の高い細身の体躯に口髭と顎鬚を蓄え、貂皮の上着と鹿皮の靴を着こなしたしゃれた男である。梁山泊においては王倫時代からの古参の一人で、梁山泊の対岸に居酒屋を設けて見張り、資金調達（痺れ酒による追い剥ぎも含む）、情報収集、人材の品定め、入山希望者の面接、客人の案内など事務的仕事を担っている。

## 生涯
沂州沂水県の居酒屋の息子。家を弟の朱富に任せ自身は各地を渡り歩き商売をしていたが元手をすって梁山泊へ登り賊となる。その後は梁山泊の東の対岸に居酒屋を設け、そこで情報収集や訪問者の応接などを担った。
ある年の冬、柴進の推薦で梁山泊入りを望む林冲が尋ねてきたので、朱貴は首領の王倫の元へ案内するが、林冲の実力を恐れる王倫はあれこれ理由をつけて彼を追い返そうとした。しかし朱貴は真っ先に反対し、副首領の宋万、杜遷もそれに賛成したため、紆余曲折の末、王倫も渋々入山を認めた。半年ほど後、官憲の追及を逃れてきた晁蓋ら七人の好漢が入山を求めてきた。朱貴は喜んで彼等を迎えるが、王倫はまたしても晁蓋達の入山を拒絶、これに激怒した林冲が王倫を斬殺し晁蓋を頭領に据えるというクーデターが起こった。もとより王倫に不満のあった朱貴はすんなり彼等に従い、引き続き見張り役を任された。
一年ほど後、江州の役人で軍師呉用の旧友戴宗にこれと知らず痺れ薬を盛るが、彼とわかると慌てて介抱、晁蓋の恩人宋江が無実の罪で処刑されかかっていることを知りこれを報告、紆余曲折の末晁蓋たちは宋江の救出に成功した。また同郷ということもあり、母親を梁山泊に迎えに行った李逵の目付け役として沂州に出かける。ここで李逵が官憲につかまるが、弟朱富とともに救出、護送役人の李雲も梁山泊に連れて帰った。その後は手伝いとして配属された楽和とともに店番を続け、脱獄した雷横とその母を保護したり、芒碭山の樊瑞一味の梁山泊襲撃計画を察知するなどした。
百八星集結後は、相方が杜興に代わり店も南に移る。朝廷に帰順し梁山泊を離れる際、引越しの準備と後始末を行ってから物語の表舞台から姿を消し、方臘討伐戦において杭州で流行った疫病にかかり没した。